# Pugilina morio
Pugilina morio (nomeada, em inglês, giant hairy melongena) é uma espécie de molusco gastrópode marinho costeiro, predador de Bivalvia, pertencente à família Melongenidae, na subclasse Caenogastropoda e ordem Neogastropoda. Foi classificada por Carolus Linnaeus, em 1758; nomeada Murex morio (no gênero Murex); encontrada na costa oeste africana, no leste do oceano Atlântico, entre o Senegal e a República Democrática do Congo (e há relatos de distribuição mais abrangente, entre a Mauritânia, Cabo Verde e Angola; incluindo o do World Register of Marine Species); sendo a espécie-tipo do gênero Pugilina Schumacher, 1817, coletada na ilha de Goreia, ao largo da costa do Senegal e em frente a Dakar, na África Ocidental; localidade descrita nove anos depois de sua classificação, na décima segunda edição do Systema Naturae (1767). Exemplares da costa leste americana, entre o mar do Caribe e a região sul do Brasil, foram transferidos para a espécie Pugilina tupiniquim em estudo do início do século XXI (ABBATE & SIMONE, 2015; "Review of Pugilina from the Atlantic, with description of a new species from Brazil (Neogastropoda, Melongenidae)" - African Invertebrates 56(3) - páginas 559-577).

## Descrição
Pugilina morio possui concha fusiforme e com o canal sifonal destacado; atingindo até 27 centímetros de comprimento, quando bem desenvolvida; apresentando cor marrom-escura (como se fosse de chocolate); com uma linha espiral, amarelada e estreita, lhe envolvendo. Sua escultura superficial é composta por cordões em espiral, ao longo de toda a superfície, não apresentando costumeiramente os nódulos bem marcados de seu táxon irmão do Atlântico ocidental, Pugilina tupiniquim, ao longo do nível médio. Quando em vida, apresenta um perióstraco castanho claro, como de veludo, e um opérculo córneo e oval, em forma de unha e com anéis concêntricos, que lhe tampa a abertura, esta dotada de lábio externo afinado e alguns laivos de coloração branca, em seu interior. Seus espécimes parecem apresentar uma uniformidade conquiliológica maior, entre si, e um canal sifonal mais curto, do que a de sua congênere americana.

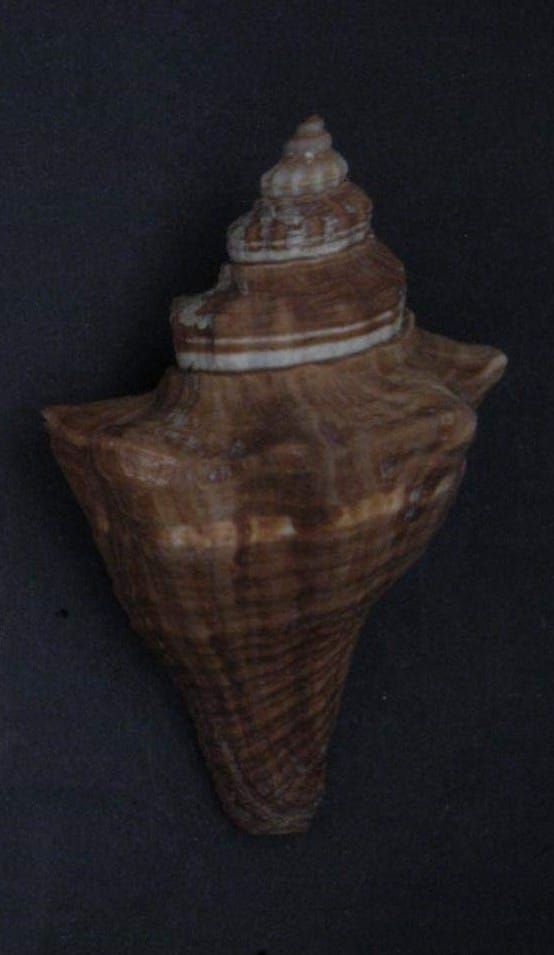
A vista superior da concha de Pugilina tupiniquim Abbate & Simone, 2015. Espécie nativa do Atlântico ocidental, principalmente em regiões de mangue e na foz de rios. Espécime das Antilhas, mar do Caribe; pertencente á coleção do Museu de História Natural de Leiden. Sua volta final (= volta corporal) tende a ser mais nodulosa do que a de P. morio.

## Distribuição geográfica e habitat
Esta espécie está distribuída pelo leste do oceano Atlântico, na costa oeste da África, entre o Senegal e a República Democrática do Congo (e há relatos de distribuição mais abrangente, entre a Mauritânia, Cabo Verde e Angola; incluindo o do World Register of Marine Species), em ambientes rasos de lodaçais e praias arenosas, não sendo tão dependente de habitats de baixa salinidade, como manguezais e locais próximos à foz de rios, como é o caso de Pugilina tupiniquim.

A espécie P. morio (Linnaeus, 1758) está distribuída desde a costa do Senegal, na África Ocidental...
...até a República Democrática do Congo, na África Central, em lodaçais e praias arenosas.